# Jonáš Florián
Jonáš Florián (* 14. března 1994 Opočno) je český herec, zpěvák a moderátor.
Jeho otec Petr Florián je vystudovaný geodet, který později pracoval pro Ministerstvo obrany, matka pracovala jako učitelka ve školce. 
V Opočně vyrůstal do svých sedmi let, kdy se rodina přestěhovala do Tišnova. Ve svých 15 letech nastoupil na Konzervatoř Brno, na které odmaturoval. Následně studoval na JAMU, odkud pokračovala jeho herecká kariéra na prknech Městského divadla Brno, kde je od roku 2017 v angažmá. Necelý rok působil jako moderátor zpráv v pořadu Dobré ráno. Moderuje také talkshow MDB Klub. S divadelním souborem Šumafuk hraje pohádky pro děti.
Kromě divadla se věnuje skautingu, rybaření a opravám své chaty v zahrádkářské kolonii v Brně.